# Sepedon neili
Sepedon neili är en tvåvingeart som beskrevs av Steyskal 1951. Sepedon neili ingår i släktet Sepedon och familjen kärrflugor. Inga underarter finns listade i Catalogue of Life.